# Milan-Turin 2013
La 94e édition de Milan-Turin a eu lieu le 2 octobre 2013. Elle a été remportée l'Italien Diego Ulissi (Lampre Merida).

## Classement final
|    | Coureur            | Équipe             |    | Temps          |
| -- | ------------------ | ------------------ | -- | -------------- |
| 1  | Diego Ulissi       | Lampre-Merida      | en | 4 h 21 min 2 s |
| 2  | Rafał Majka        | Saxo-Tinkoff       |    | 3 s            |
| 3  | Daniel Moreno      | Katusha            |    | 5 s            |
| 4  | Domenico Pozzovivo | AG2R La Mondiale   |    | 7 s            |
| 5  | Alberto Contador   | Saxo Tinkoff       |    | 11 s           |
| 6  | Alejandro Valverde | Movistar           |    | 15 s           |
| 7  | Mauro Finetto      | Vini Fantini       |    | m.t.           |
| 8  | Thomas Voeckler    | Europcar           |    | m.t.           |
| 9  | Matteo Rabottini   | Vini Fantini       |    | m.t.           |
| 10 | Franco Pellizotti  | Androni Giocattoli |    | m.t.           |